# Gernot Wersig
Gernot Wersig (20 de diciembre de 1942 - 2 de julio de 2006) fue un informatólogo y documentalista científico alemán. Abordó la teoría de la Información y Documentación científica desde postulados sociológicos, además de trabajar en lenguajes de indización y su interoperabilidad.

## Biografía
Gernot Wersig nace en la República Federal Alemana y estudió sociología, periodismo y documentación en la Universidad de Berlín, licenciándose en 1965. Pronto trabajó en entornos documentales en el manejo de la literatura gris, especialmente a partir de 1968 cuando empieza a trabajar en el Instituto de Estadística Médica y Documentación de la Universidad de Berlín. 
En 1971, Wersig se doctora con una tesis doctoral en Información y Documentación, siendo la primera tesis leía en ese país. Varios años después, en 1976, Gernot Wersig liderará un proyecto financiado por el Ministerio de Investigación y Tecnología denominado FIABID para integrar las actividades documentales realizadas en archivos, bibliotecas y centros de documentación del país. Durante la década de los 80, Wersig comenzó a interesarse por la museología, elaborando numerosa literatura gris en la organización de museos y la información y documentación de producen.
En 1977 es nombrado profesor en la Universidad Libre de Berlín, donde el gobierno alemán creará ex profeso una cátedra para Wersig en dicho centro.
Muere en Berlín.

## Teoría de la Información. Tesauros
Gernot Wersig fue el primer doctor de Alemania en Información y Documentación. Wersig, influenciado por el concepto Information Science (Ciencia de la Información) que formuló Harold Borko, diseminó junto a Hans Werner Schober el carácter transdisciplinar que tenía esta nueva ciencia, criticó el enfoque positivista empleado tradicionalmente en el campo informacional y la consideradó como una de las primeras ciencias surgidas en el posmodernismo junto a la ecología. Para Wersig, la ciencia de la información tiene un claro carácter social, y se encuentra en una encrucijada de disciplinas técnicas (como las matemáticas o la informática) y humanísticas. Sus teorías serían germen en Josef Koblitz.
Wersig no solo disertó en el plano teórico, también trabajó en el control del vocabulario en entornos documentales. En 1971, publicó un manual pionero en la construcción y uso de tesauros, coincidiendo con el publicado en Inglaterra por Alan Gilchrist. Pero a diferencia de Gilchrist, Wersig realizó un estudio detallado de los principio teóricos que debían observarse, dando pie a toda una Teoría de Tesauros. Según Wersig, un tesauro es una lista de términos, prefijados con anterioridad pero sacados del texto de los documentos, que desdobla los conceptos en las unidades simples. Entre ellos se establecen relaciones jerárquicas, asociativas y de equivalencia.
Durante los trabajos llevados a cabo en el proyecto FIABID, Gernot Wersig fijó su atención en la interoperabilidad entre diferentes lenguajes documentales como eran los numerosos sistemas de clasificación empleados en bibliotecas y centros de documentación; es decir, buscó la compatibilidad y convertibilidad de unos lenguajes con otros con el fin de poder recuperar la misma información. Para ello, ideó la disposición de un léxico intermediario o lenguaje de interconexión, para lo cual, creó junto a Berling una serie de subsistemas que tenían como objetivo conseguir la compatibilidad entre los distintos sistemas de información de la República Federal Alemana. Además, recomendó que en la elaboración de las distintas relaciones entre términos, una claridad meridiana para poder asegurar la convertibilidad con éxito.